# Воронцово (Устиновское сельское поселение)
Воронцово — деревня в Кимрском районе Тверской области России, входит в состав Устиновского сельского поселения.

## География
Деревня находится в 8 км на юго-запад от центра поселения деревни Устиново и в 23 км на север от райцентра города Кимры.  

## История

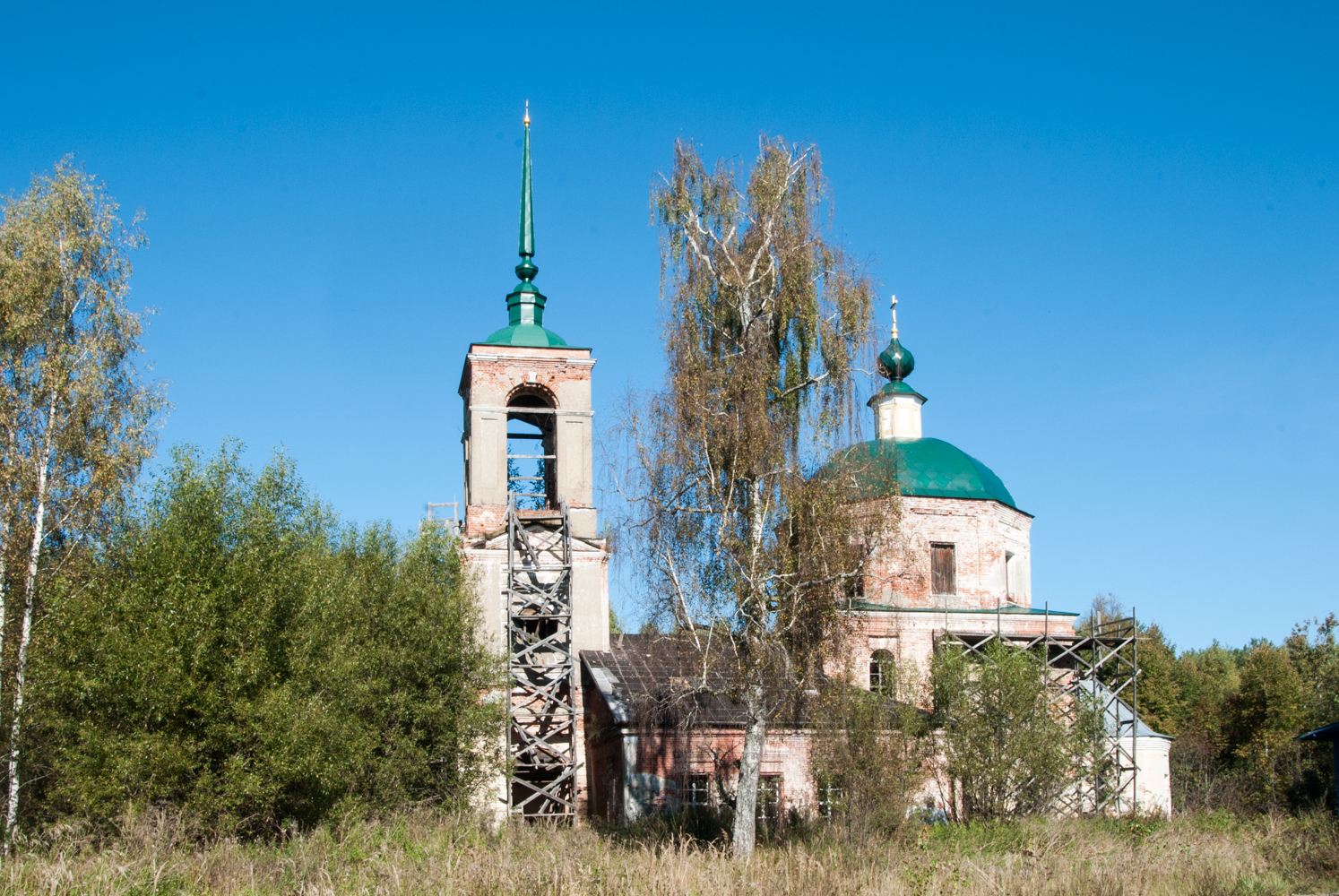
Церковь Николая Чудотворца. 2018 год

Деревянная церковь во имя святителя и Чудотворца Николая была построена в Воронцово в 1676 году. По информации 1784 года в ней служили священник, диакон, дьячок и пономарь; приход составляли 134 двора. К началу XIX века церковь «состояла еще в твердости», тем не менее в марте 1818 года прихожане обратились к архиепископу Тверскому и Кашинскому Серафиму с «всепокорнейшим прошением» «по усердию своему» вместо деревянной соорудить новую каменную церковь с южным приделом преподобного Сергия Радонежского. Проект был составлен губернским архитектором Николаем Николаевичем Леграндом. По клировым ведомостям придел Сергия Радонежского был освящен в 1824 году, а главный престол — в начале 1830-х годов.
В конце XIX — начале XX века село входило в состав Суворовской волости Корчевского уезда Тверской губернии. 
С 1929 года деревня входила в состав Устиновского сельсовета Кимрского района Кимрского округа Московской области, с 1935 года — в составе Калининской области, с 1994 года — в составе Устиновского сельского округа, с 2005 года — в составе Устиновского сельского поселения.

## Население
| 1859 | 2002 | 2010 |
| ---- | ---- | ---- |
| 13   | ↘8   | ↗10  |

## Достопримечательности
В деревне расположена восстанавливаемая Церковь Николая Чудотворца (1824).